# Кеффелек, Анн
Анн Кеффелек (фр. Anne Queffélec; род. 17 января 1948, Париж) — французская пианистка. 

## Биография
Дочь бретонского писателя Анри Кеффелека, сестра писателя Яна Кеффелека.
Училась в Париже и Вьене (у Йорга Демуса, Пауля Бадура-Шкоды и Альфреда Бренделя), выиграла конкурсы пианистов в Мюнхене (1968) и Лидсе (1969). 

## Репертуар
Обладает широким репертуаром, от Доменико Скарлатти до лидеров французского музыкального авангарда Эрика Сати и Анри Дютийё. Излюбленными авторами Кеффелек остаются, однако, Бах, Гайдн, Шуберт, Лист, Шопен  и Моцарт — фрагменты из произведений Моцарта в исполнении Анн Кеффелек звучали, в частности, в фильме Милоша Формана «Амадей». Исполнила и записала все фортепианные произведения Мориса Равеля, в целом же ею записаны более 20 дисков.

## Признание
Лауреат премии «Виктуар де ля мюзик» (1990).